# Upadek królestwa
Upadek królestwa (ang. The Last Kingdom) – brytyjski serial historyczny będący adaptacją serii powieści Bernarda Cornwella The Saxon Stories.

## Fabuła
Akcja filmu rozgrywa się w IX wieku, gdy Anglia podzielona była na siedem niezależnych królestw. Anglosasi zostali zaatakowani przez Danów. Królestwo Wessex pozostało osamotnione wobec najeźdźców zza morza. Główny bohater Uhtred, sierota po saksońskim szlachcicu, wychowuje się w rodzinie wikingów. Czas wystawia na próbę jego lojalność względem przybyszów.
Opowieść przedstawiona w pierwszej serii obejmuje treść dwóch pierwszych powieści Cornwella z serii The Saxon Stories: Ostatnie królestwo (polskie wydanie w 2010, oryginalne 2004) oraz The Pale Horseman (wydanie oryginalne w 2005). Druga seria to ekranizacja dwóch kolejnych części: Panowie Północy (polskie wydanie 2012, oryginalne 2007) oraz Sword Song (wydanie oryginalne 2007). 26 grudnia 2018 potwierdzono powstanie czwartej serii, która swoją premierę miała w 2020 roku na platformie Netflix.

## Spis serii
| Seria | Odcinki | Premierowa emisja    | Premierowa emisja | Premierowa emisja  |
| Seria | Odcinki | Premiera serii       | Finał serii       | Stacja telewizyjna |
| ----- | ------- | -------------------- | ----------------- | ------------------ |
| 1     | 1–8     | 10 października 2015 | 28 listopada 2015 | BBC Two            |
| 2     | 9–16    | 16 marca 2017        | 4 maja 2017       | BBC Two            |
| 3     | 17–26   | 19 listopada 2018    | 19 listopada 2018 | Netflix            |
| 4     | 27-36   | 26 kwietnia 2020     | 26 kwietnia 2020  | Netflix            |
| 5     | 37-46   | 9 marca 2022         | 9 marca 2022      | Netflix            |

## Obsada
| Aktor                 | Rola                              |
| --------------------- | --------------------------------- |
| Alexander Dreymon     | Uhtred                            |
| David Dawson          | Alfred Wielki (seria 1-3)         |
| Tobias Santelmann     | Ragnar                            |
| Emily Cox             | Brida                             |
| Adrian Bower          | Leofric (seria 1, 3)              |
| Thomas W. Gabrielsson | Guthrum Stary (seria 1)           |
| Simon Kunz            | Odda (seria 1-3)                  |
| Harry McEntire        | Aethelwold (seria 1-3)            |
| Rune Temte            | Ubba (seria 1)                    |
| Joseph Millson        | Ælfric (seria 1-2)                |
| Matthew Macfadyen     | Lord Uhtred (seria 1)             |
| Brian Vernel          | Odda (seria 1)                    |
| Amy Wren              | Mildrith (seria 1)                |
| Charlie Murphy        | królowa Izolda (seria 1)          |
| Ian Hart              | Beocca                            |
| Eliza Butterworth     | Ealhswith (seria 2)               |
| Thure Lindhardt       | Guthred (seria 2)                 |
| Eva Birthistle        | Hild (seria 2)                    |
| Gerard Kearns         | Halig (seria 2)                   |
| David Schofield       | opat Eadred (seria 2)             |
| Peri Baumeister       | Gisela (seria 2–3)                |
| Peter McDonald        | brat Trew (seria 2)               |
| Björn Bengtsson       | Zygfryd (seria 2)                 |
| Christian Hillborg    | Erik (seria 2)                    |
| Jeppe Beck Laursen    | Haesten (seria 2)                 |
| Toby Regbo            | Aethelred (pan Mercji) (seria 2)  |
| Millie Brady          | księżniczka Ethelfleda            |
| James Northcote       | Aldhelm (seria 2)                 |
| Ola Rapace            | Earl Sigurd „Bloodhair” (seria 3) |
| Adrian Schiller       | Aethelhelm (seria 3)              |
| Jason Flemyng         | Edmund Męczennik (seria 1)        |
| Alec Newman           | Ethelred I (seria 1)              |
| Nicholas Rowe         | brat Asser                        |
| Rutger Hauer          | Ravn (seria 3)                    |
| Arnas Fedaravicius    | Sihtic                            |
| Peter Gantzler        | Earl Ragnar                       |
| Magnus Samuelsson     | Clapa (seria 2)                   |
| Marc Rissmann         | Tekil (seria 2)                   |
| Bernard Cornwell      | Beornheard (seria 3)              |